# Touques
Pour l’article homonyme, voir Touques (homonymie).
Touques est une commune française située dans le département du Calvados en région Normandie, 

## Géographie

### Localisation

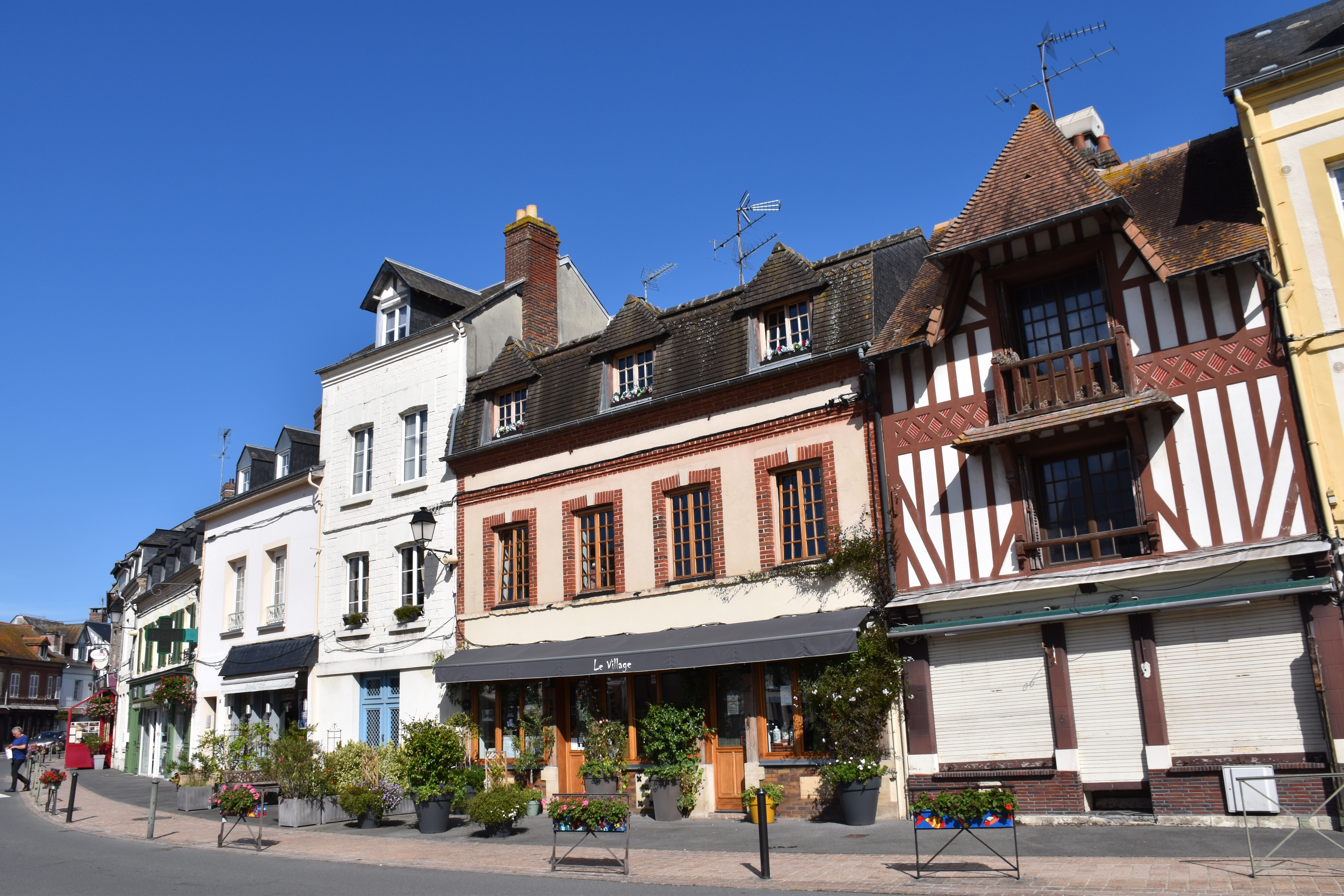
Maisons anciennes.

Touques est un gros bourg normand du Pays d'Auge, dans le nord-est du département du Calvados, sur le bord de la Touques.
Limitrophe par le nord-est de Deauville, il se trouve à vol d'oiseau à 3 km du littoral de la Manche, 17 km au sud du Havre dont il est séparé par le lit de la Seine, 30 km à l'ouest de Pont-Audemer, 9 km au nord-ouest de Pont-l'Évêque et à 17 km au nord-est de Cabourg.
Il se trouve dans l'aire d'attraction de Trouville-sur-Mer et dans son bassin de vie, ainsi quèe dans l'unité urbaine de Dives-sur-Mer et dans la zone d'emploi de Honfleur - Pont-Audemer.

### Communes limitrophes
Les communes limitrophes sont  Bonneville-sur-Touques, Deauville, Saint-Arnoult, Saint-Gatien-des-Bois et Trouville-sur-Mer.

### Géologie et relief
La superficie de la commune est de 8,13 km2 ; son altitude varie de 2  à   149 mètres.

### Hydrographie
La commune est située dans le bassin Seine-Normandie. Elle est drainée par la Touques, le ruisseau des Ouis, un bras de la Touques, le cours d'eau 01 du Mont Poulain, le ruisseau des Vallasses, la rivière Morte et le ruisseau de l'Épinay,,.
La Touques, d'une longueur de 108 km, prend sa source dans la commune de Champ-Haut et se jette  dans la baie de Seine en limite de Trouville-sur-Mer et de Deauville, après avoir traversé 42 communes. 

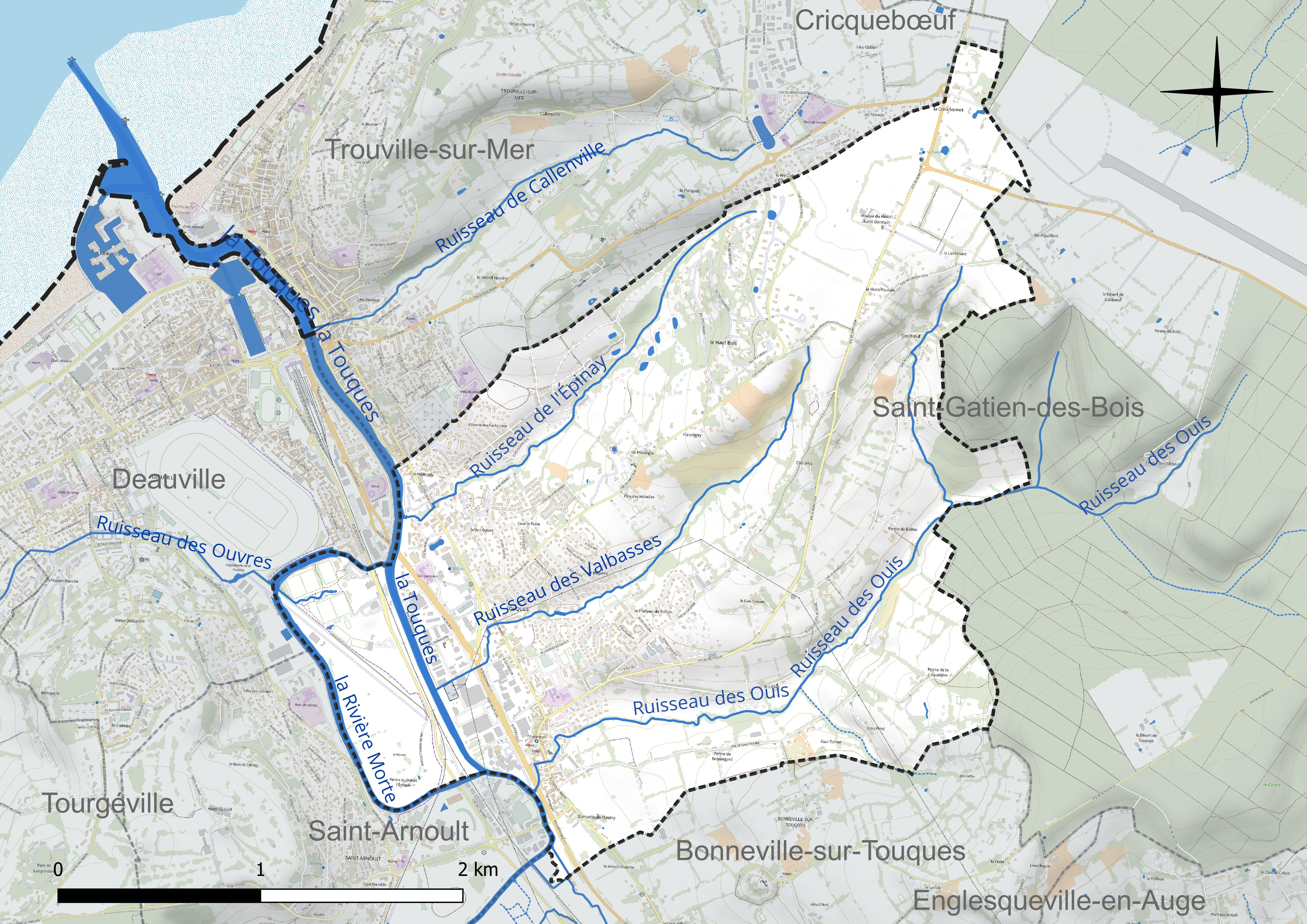
Réseau hydrographique de Touques.

### Climat
Pour des articles plus généraux, voir Climat de la Normandie et Climat du Calvados.
En 2010, le climat de la commune est de type climat océanique franc, selon une étude du CNRS s'appuyant sur une série de données couvrant la période 1971-2000. En 2020, Météo-France publie une typologie des climats de la France métropolitaine dans laquelle la commune est exposée à un climat océanique et est dans la région climatique Côtes de la Manche orientale, caractérisée par un faible ensoleillement (1 550 h/an) ; forte humidité de l'air (plus de 20 h/jour avec humidité relative > 80 % en hiver), vents forts fréquents. Parallèlement le GIEC normand, un groupe régional d'experts sur le climat, différencie quant à lui, dans une étude de 2020, trois grands types de climats pour la région Normandie, nuancés à une échelle plus fine par les facteurs géographiques locaux. La commune est, selon ce zonage, exposée à un « climat contrasté des collines », correspondant au Pays d'Auge, Lieuvin et Roumois, moins directement soumis aux flux océaniques et connaissant toutefois des précipitations assez marquées en raison des reliefs collinaires qui favorisent leur formation.
Pour la période 1971-2000, la température annuelle moyenne est de 11 °C, avec  une amplitude thermique annuelle de 12,6 °C. Le cumul annuel moyen de précipitations est de 762 mm, avec 12,4 jours de précipitations en janvier et 8 jours en juillet. Pour la période 1991-2020, la température moyenne annuelle observée sur la station météorologique la plus proche, située sur la commune de Deauville à 3 km à vol d'oiseau, est de 0,0 °C et le cumul annuel moyen de précipitations est de 0,0 mm. Pour l'avenir, les paramètres climatiques de la commune estimés pour 2050 selon différents scénarios d'émission de gaz à effet de serre sont consultables sur un site dédié publié par Météo-France en novembre 2022.

## Urbanisme

### Typologie
Au 1er janvier 2024, Touques est catégorisée petite ville, selon la nouvelle grille communale de densité à 7 niveaux définie par l'Insee en 2022.
Elle appartient à l'unité urbaine de Dives-sur-Mer, une agglomération intra-départementale dont elle est ville-centre,. Par ailleurs la commune fait partie de l'aire d'attraction de Trouville-sur-Mer, dont elle est une commune du pôle principal,. Cette aire, qui regroupe 35 communes, est catégorisée dans les aires de moins de 50 000 habitants,.

### Occupation des sols

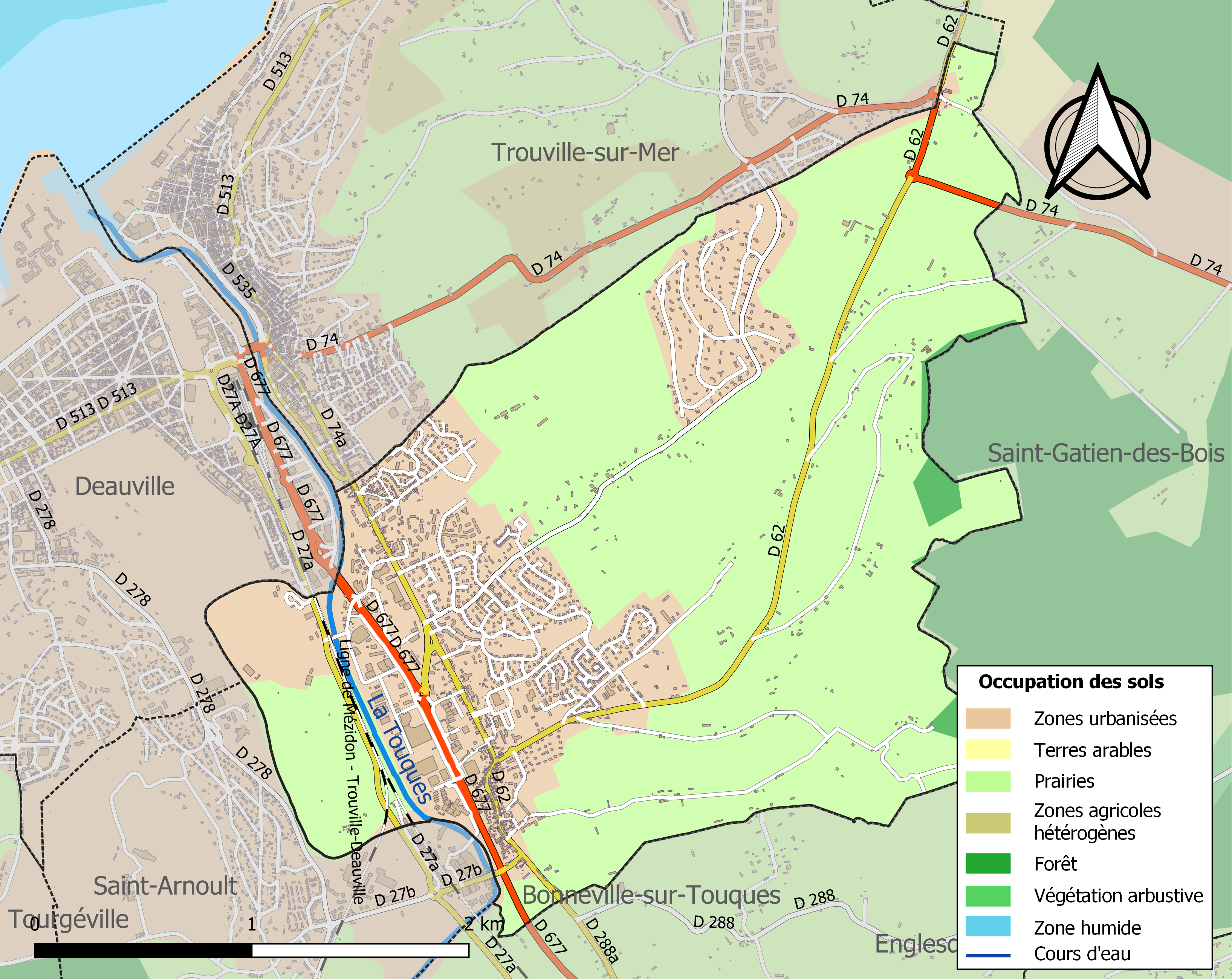
Carte des infrastructures et de l'occupation des sols de la commune en 2018 (CLC).

L'occupation des sols de la commune, telle qu'elle ressort de la base de données européenne d'occupation biophysique des sols Corine Land Cover (CLC), est marquée par l'importance des territoires agricoles (66,8 % en 2018), en diminution par rapport à 1990 (67,9 %).
La répartition détaillée en 2018 est la suivante : 
prairies (66,8 %), zones urbanisées (24,3 %), zones industrielles ou commerciales et réseaux de communication (5,6 %), espaces verts artificialisés, non agricoles (2,1 %), forêts (1,3 %).
L'évolution de l'occupation des sols de la commune et de ses infrastructures peut être observée sur les différentes représentations cartographiques du territoire : la carte de Cassini (XVIIIe siècle), la carte d'état-major (1820-1866) et les cartes ou photos aériennes de l'IGN pour la période actuelle (1950 à aujourd'hui).

### Habitat et logement
En 2021, le nombre total de logements dans la commune était de 2 999, alors qu'il était de 2 854 en 2016 et de 2 946 en 2011.
Parmi ces logements, 67 % étaient des résidences principales, 26,8 % des résidences secondaires et 6,2 % des logements vacants. Ces logements étaient pour 47 % d'entre eux des maisons individuelles et pour 52,8 % des appartements.
Le tableau ci-dessous présente la typologie des logements à Touques en 2021 en comparaison avec celle du Calvados et de la France entière. Une caractéristique marquante du parc de logements est ainsi une proportion de résidences secondaires et logements occasionnels (26,8 %) supérieure à celle du département (17,8 %) et à celle de la France entière (9,7 %).
| Typologie                                               | Touques | Calvados | France entière |
| ------------------------------------------------------- | ------- | -------- | -------------- |
| Résidences principales (en %)                           | 67      | 75,5     | 82,2           |
| Résidences secondaires et logements occasionnels (en %) | 26,8    | 17,8     | 9,7            |
| Logements vacants (en %)                                | 6,2     | 6,6      | 8,1            |

## Toponymie
Le nom de la localité est attesté sous les formes Ecclesia de Toucqua en 1063 (pouillé de Lisieux, note 3), Tolca en 1087 (chr. de Robert de Thorigny), Tolcha au XIIe siècle (Orderic Vital, ad annum 1138, t. V, liv. viii, p. 117), Touke en 1155, Toulca en 1198 (magni rotuli, p. 322), Touques en 1320 (rôles de la vic. d'Auge), Touque en 1325 (charte de l'évêque de Lisieux), Touqua vers 1350 (pouillé de Lisieux, p. 37), Toucq en 1421 (rôles de Bréquigny).
Selon Charles Rostaing, ce toponyme représente la fixation de l'appellation du fleuve côtier du même nom (voir Touques). Ce processus est courant en Normandie et ailleurs, par exemple : Veules-les-Roses, Fécamp, Eu, etc.

## Histoire
Sa situation privilégiée, sur l'estuaire de la Touques, lui a permis aussi loin que l'on puisse remonter dans le temps de confirmer la prédominance de ce qui fut son caractère politique, maritime et économique jusqu'au début du XIXe siècle où le développement de Trouville puis Deauville amena à la construction d'une ligne de chemin de fer qui détourna le cours de la Touques devenue de moins en moins praticable pour les gabarres de par son ensablement.

### Antiquité
Des fragments de céramiques datant du Ier siècle apr. J.-C. ont été retrouvés lors des travaux sur le parvis de l'église Saint-Pierre.

### Moyen Âge
Guillaume le Conquérant, devenu roi d'Angleterre, y débarque pour venir inspecter son duché normand. En 1096, Guillaume le Roux s'y embarque pour aller se faire sacrer roi d'Angleterre. Le 1er août 1417, Henri V d'Angleterre, y débarque pour reprendre le château de Bonneville situé sur la commune voisine de Bonneville-sur-Touques avant d'occuper toute la Normandie.
Un des grands talmudistes du Moyen Âge, Eliezer de Touques, vécut à Touques dans la seconde moitié du XIIIe siècle (il est entré dans les archives juives sous cette appellation, ce qui semble indiquer que le nom «Touques» était déjà en usage).

### Temps modernes
Le 28 juin 1788, une importante inondation affecte le bourg.
Sous l'Ancien Régime, Touques est formée de deux paroisses, Saint-Pierre (300 habitants), qui dépend du bailliage de Honfleur, et Saint-Thomas (700 habitants), qui dépend du bailliage d'Auge. Le ruisseau des Ouïes les sépare.

### Révolution française et Empire
Touques devient chef-lieu de canton en 1790, qui comprend les communes de Saint-Arnoult, Benerville, Cricquebœuf, Daubeuf, Deauville, Englesqueville, Hennequeville, Tourgéville, Trouville, Vauville et Villerville. Elle perd ce titre en 1801.
La commune, instituée par la Révolution française, absorbe dès 1790-1794 celle de Saint-Pierre-de-Touques.

### Époque contemporaine
En 1827, elle absorbe également la commune de  Dauboeuf-sur-Touques (84 habitants en 1821), au nord-est de son territoire.
En 1838, le steamer Le Gaulois débarque à Touques un chargement de briques et ramène quelques passagers à Trouville-sur-Mer. La compagnie Rilloise annonce son intention de créer une ligne régulière avec Le Havre. Le projet ne verra pas le jour.
Touques connaît un regain de dynamisme depuis les années 1970, sous la mandature de Charles Roffé, avec la construction de nombreux lotissements à caractère social, aménagement d'une importante zone commerciale et d'aménagements sportifs.
Le 1er juin 2003, une importante inondation due à deux gros orages successifs dans la même journée cause de graves dégâts dans le bourg.
Le 18 mai 2004, se tient une rencontre prémonitoire de la réunification de la Normandie (2016), entre les présidents respectifs des conseils régionaux de Basse-Normandie et de Haute-Normandie pour développer la coopération entre les deux instances.
Olivier Dassault meurt le 7 mars 2021 à Touques peu après 18 h, dans un accident d'hélicoptère, qui s'est produit au moment du décollage.

## Politique et administration

### Rattachements administratifs et électoraux

#### Rattachements administratifs
La commune se trouve depuis 1926 dans l'arrondissement de Lisieux du département du Calvados.
Chef-lieu de canton en 1793, elle faisait partie de 1801 à 1872  du canton de Pont-l'Évêque, année où elle intègre le canton de Trouville-sur-Mer. Dans le cadre du redécoupage cantonal de 2014 en France, cette circonscription administrative territoriale a disparu, et le canton n'est plus qu'une circonscription électorale.

#### Rattachements électoraux
Pour les élections départementales, la commune fait partie depuis 2014 du canton de Honfleur-Deauville.
Pour l'élection des députés, elle fait partie de la quatrième circonscription du Calvados.

### Intercommunalité
Touques est membre de la communauté de communes Cœur Côte Fleurie, un établissement public de coopération intercommunale (EPCI) à fiscalité propre créé fin 2001 et auquel la commune a transféré un certain nombre de ses compétences, dans les conditions déterminées par le code général des collectivités territoriales.

### Élections municipales et communautaires

#### Élections les plus récentes
Lors du premier tour des élections municipales de 2014 dans le Calvados, la liste DVD menée par la maire sortante Colette Nouvel-Rousselot  obtient la majorité absolue des suffrages exprimés, avec 849 voix (50,59 %, 21 conseillers municipaux élus dont 6 communautaires), devançant très largement celles menées respectivement par : 

- Gérard Bouvier (DVG,	430 voix, 25,62 %, 3 conseillers municipaux élus dont 1 communautaire) ; 

- Marie-Laure Maurisse (DVD, 252 voix, 15,01 %,	2 conseillers municipaux élus) ; 	

- André Turgis (SE, 147 voix, 8,76 %, 1 conseiller municipal élu).

Lors de ce scrutin, 39,31 % des électeurs se sont abstenus.
Lors du second tour des élections municipales de 2020 dans le Calvados, la liste DVD menée par la maire sortante Colette Nouvel-Rousselot  obtient la majorité absolue des suffrages exprimés, avec 730 voix (57,16 %, 22 conseillers municipaux élus dont 6 communautaires), devançant largement celle DIV menée par Dominique Vautier, qui a recueilli 547 voixs (42,83 %, 5 conseillers municipaux élus dont 1 communautaire).
Lors de ce scrutin marqué par la Pandémie de Covid-19 en France, 56,81 % des électeurs se sont abstenus.

#### Administration municipale
Compte tenu de la population de la commune, son conseil municipal est composé de vingt-neuf membres dont le maire et ses adjoints.

#### Liste des maires
| Période        | Période                       | Identité                       | Étiquette | Qualité |
| -------------- | ----------------------------- | ------------------------------ | --------- | --- |
| 1791           | 1792                          | Jean-Baptiste Hérault          |           | |
| 1792           | 1795                          | Jean-Baptiste Dufour           |           | |
| 1800           | 1805                          | Jean Fils                      |           | |
| 1805           | 1808                          | Louis-Richard Quatrehomme      |           | |
| 1808           | 1821                          | Jean-François Pouettre         |           | |
| 1821           | 1830                          | Pierre-Louis Lasseur-Courville |           | |
| 1830           | 1843                          | Georges-Frédéric Briard        |           | |
| 1843           | 1848                          | François-Louis Lemercier       |           | |
| juin 1848      | Octobre 1848                  | Pierre-Félix Borel             |           | |
| 1848           | 1856                          | Pierre-Georges-Frédéric Briard |           | |
| 1856           | 1865                          | Pierre-Napoléon Lenouvel       |           | |
| 1865           | 1872                          | Julien-Yves Lecordeur          |           | |
| 1872           | 1878                          | Jean-Joseph Dessaux            |           | |
| 1878           | 1881                          | Charles-François Lemercier     |           | |
| 1881           | 1887                          | Pierre-Prudence Croix          |           | |
| 1887           | 1896                          | Ernest Vidal                   |           | |
| 1806           | 1906                          | Charles Lemercier              |           | |
| 1906           | 1910                          | Charles Berleux                |           | |
| 1910           | 1911                          | Julien Dufay                   |           | |
| 1911           | 1919                          | Camille Panseron               |           | |
| 1919           | 1929                          | Alexandre Herfort              |           | |
| 1929           | 1939                          | Georges Roger                  |           | |
| 1945           | 1945                          | Louis Berson                   |           | |
| 1945           | mars 1959                     | Charles Lainé                  | DVD       | Notaire à Trouville, suppléant du député Edmond Duchesne (1958-1962) |
| mars 1959      | 1967                          | André Baup                     |           | Ingénieur EDF-GDF Démissionnaire |
| février 1968   | juin 1974                     | Pierre Wacogne                 |           | Entrepreneur de maçonnerie à Trouville Démissionnaire |
| juin 1974      | mars 1989                     | Charles Roffé                  |           | Ingénieur des mines Officier de la Légion d'honneur (1985) |
| mars 1989      | mars 2008,                    | Gilbert Hurel                  | PS        | Conseiller pédagogique et adjoint de l'inspecteur de l'Éducation nationale retraité |
| mars 2008      | novembre 2024                 | Colette Nouvel-Rousselot,      | DVD       | Cheffe d'entreprise dans l'industrfie pharmaceutique Conseillère municipale d'opposition à Deauville (1989 → 1995) Conseillère départementale de Honfleur-Deauville (2015 → 2024) Morte en fonction |
| décembre 2024, | En cours (au 14 janvier 2025) | David Muller                   |           | Exploitant de restaurants franchisés |

### Autres élections
Au premier tour de l'élection présidentielle de 2017, les quatre premiers candidats retenus par les électeurs de la commune sont François Fillon (31,20 % des suffrages exprimés), Marine Le Pen (22,51 %), Emmanuel Macron (21,25 %) et Jean-Luc Mélenchon (12,52 %).
Au second tour, le candidat élu Emmanuel Macron a obtenu 1176 voix (62,39 %) et Marine Le Pen 709 voix (37,61 %), lors d'un scrutin où 28,56 % des électeurs se sont abstenus.
Au premier tour de l'élection présidentielle de 2017, les quatre premiers candidats retenus par les électeurs de la commune sont Emmanuel Macron (34,91 % des suffrages exprimés), Marine Le Pen (24,49 %=, Jean-Luc Mélenchon (13,32 %) et Éric Zemmour (9,91 %). 
Au second tour, le candidat élu Emmanuel Macron a obtenu 1 160 voix (56,67 %) et Marine Le Pen 887 voix (43,33 %), lors d'un scrutin où 28,93 % des électeurs se sont abstenus.

### Jumelages
- Saint-Andreasberg (Allemagne) depuis 1973[43].
- Speyside (région) (Écosse) depuis 1979.

## Population et société
Les habitants de la commune sont nommés les Touquais.

### Démographie
L'évolution du nombre d'habitants est connue à travers les recensements de la population effectués dans la commune depuis 1793. Pour les communes de moins de 10 000 habitants, une enquête de recensement portant sur toute la population est réalisée tous les cinq ans, les populations de référence des années intermédiaires étant quant à elles estimées par interpolation ou extrapolation. Pour la commune, le premier recensement exhaustif entrant dans le cadre du nouveau dispositif a été réalisé en 2007.

En 2022, la commune comptait 3 857 habitants, en évolution de +3,71 % par rapport à 2016 (Calvados : +1,58 %, France hors Mayotte : +2,11 %).
| 1793  | 1800 | 1806  | 1821  | 1831  | 1836  | 1841  | 1846  | 1851  |
| ----- | ---- | ----- | ----- | ----- | ----- | ----- | ----- | ----- |
| 1 100 | 965  | 1 125 | 1 104 | 1 122 | 1 109 | 1 120 | 1 074 | 1 035 |

| 1856  | 1861  | 1866  | 1872  | 1876  | 1881  | 1886  | 1891  | 1896  |
| ----- | ----- | ----- | ----- | ----- | ----- | ----- | ----- | ----- |
| 1 059 | 1 163 | 1 250 | 1 105 | 1 108 | 1 220 | 1 310 | 1 287 | 1 223 |

| 1901  | 1906  | 1911  | 1921  | 1926  | 1931  | 1936  | 1946  | 1954  |
| ----- | ----- | ----- | ----- | ----- | ----- | ----- | ----- | ----- |
| 1 217 | 1 149 | 1 137 | 1 222 | 1 300 | 1 511 | 1 471 | 1 396 | 1 371 |

| 1962  | 1968  | 1975  | 1982  | 1990  | 1999  | 2006  | 2007  | 2012  |
| ----- | ----- | ----- | ----- | ----- | ----- | ----- | ----- | ----- |
| 1 469 | 1 587 | 1 561 | 2 237 | 3 070 | 3 500 | 3 848 | 3 898 | 3 920 |

| 2017  | 2022  | - | - | - | - | - | - | - |
| ----- | ----- | - | - | - | - | - | - | - |
| 3 679 | 3 857 | - | - | - | - | - | - | - |

### Manifestations culturelles et festivités
- Les Médiévales, spectacle de rue créé en 2010, en juin.
- Saison théâtrale : de septembre à juin, tous les quatrièmes vendredis du mois, à la salle des Fêtes.
- Les apéros jazz du vendredi : tous les vendredis, en juillet-août, de 19 h à 21 h. Ce festival accueille des artistes de jazz.
- Nombreuses expositions d'art et d'artisanat d'art dans l'église Saint-Pierre toute l'année.
- Ateliers d'art, derrière l'église Saint-Pierre, situés dans les anciennes écuries de Guy de Rothschild. cinq ateliers hébergent cinq artistes et artisans d'art et du patrimoine dont le céramiste d'art David Guzman Escalona.
- Galerie des créateurs.
- Bibliothèque municipale, 2 rue de Verdun.
- Espace multimédia, rue Aristide-Briand.
- Un festival de musique gratuit dénommé Les Tréteaux du Vendredi avait lieu de 1991 à 2008, l'été, en plein air. Il accueillit de nombreux artistes dont le chanteur Pierpoljak (1998), Geoffrey Oryema, le blues-man américain John Lee Hooker Jr (2005), le groupe Pow Wow (2006) et Steve Waring (2007). On lui adjoint, en 2004, un complément pour les enfants dénommé Les P'tits tréteaux.
- Un festival choral dénommé À toutes voix avait lieu tous les ans, en été, de 1998 à 2008. Il célèbre les « Voix de femmes » (2003), les « Voix d'Afrique » (2004) et les « Voix méditerranéennes » (2005).
- Un festival de guitare intitulé Ah, ça gratte ! avait lieu tous les ans, en été, de 2002 à 2008. Il accueillit Biréli Lagrène (2003), Sylvain Luc (2006) et Angelo Debarre (2006).
- Les Brunchs en musique ont eu lieu jusqu'en 2015 tous les dimanches, en juillet-août, dans le jardin du presbytère de l'église Saint-Pierre au son des musiques anciennes.

### Sports et loisirs
Les disciplines suivantes sont pratiquées localement : basket-ball, tennis, athlétisme, tir à l'arc, gymnastique et football.
- Tennis
  - De 1995 à 2008, un tournoi masculin a eu lieu chaque année. Il était doté de 10 000 $. Il a accueilli notamment Sébastien Grosjean, Arnaud Clément et Nicolas Escudé. Vainqueurs : Paul-Henri Mathieu, France (2001), Jean-Christophe Faurel, France (2004), Steve Darcis, Belgique (2005), Jordane Doble, France (2006), Matwé Middelkoop, Pays-Bas (2007), Niels Desein, Belgique (2008).
  - De 1997 à 2007, un tournoi féminin WTA, l'Open Waterford Wedgwood, a eu lieu chaque année, en novembre, au Tennis-club de l'Amirauté. Depuis 2003, il était doté de 50 000 $ (25 000 $ en 2002 et 10 000 $ auparavant). Vainqueurs : Gabriela Kucerova, Allemagne (1997), Lioubomira Batcheva, Bulgarie (1998), Virginie Razzano, France (1999), Nathalie Vierin, Italie (2000), Sophie Erre, France (2001), Julia Vakulenko, Ukraine (2002), Eva Birnerová, République tchèque (2003), Květa Peschke, République tchèque (2004), Viktoriya Kutuzova, Ukraine (2005, 2006), et Aravane Rezaï, France (2007).
  - En 2016, ouverture du Lawn tennis club Deauville-Normandie (11 courts) : premier et unique enceinte de tennis sur gazon naturel en France et seul en Europe à accueillir tous les joueurs (professionnels, espoirs français, licenciés FFT et pratiquants occasionnels)[47]. L'Open Deauville-Trouville y est organisé chaque année. Le 6 novembre 2019, le tribunal de commerce de Lisieux prononce la liquidation judiciaire de la société exploitante, Law Tennis Marketing[48].
- Escrime : un tournoi international de fleuret a lieu tous les ans, depuis 1996.
- Union sportive Touques Basket.
- L'Entente footballistique de Touques-Saint-Gatien fait évoluer deux équipes de football en divisions de district[49].

## Économie
- Marché : le jeudi matin
- Zone artisanale, route de Paris : Carrefour, Leclerc, Mr Bricolage, Lidl, Aldi, La Grande Récré
- Hôtel de l'Amirauté (3 étoiles) : 225 chambres
- Les Marianik's (chocolaterie)
- La Routière Morin
- Cemex (centrale à béton), depuis 1977 (17 000 m³/an)
- Houssaye Fleurs (horticulteur)
- Escandre-Sorel (imprimerie)
- Chez Gustave (restaurant)

## Culture locale et patrimoine

### Lieux et monuments

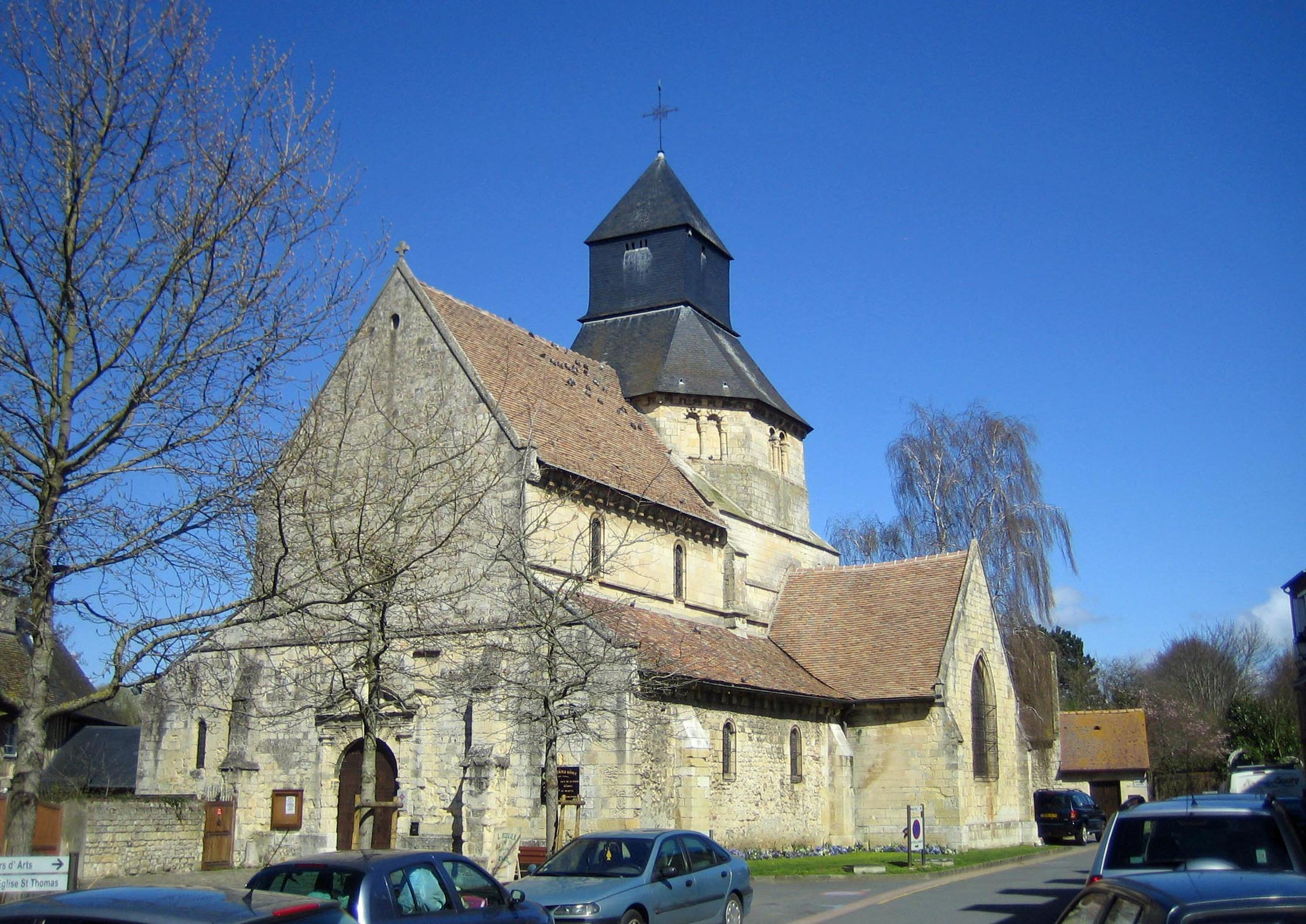
L'église Saint-Pierre (XIe siècle).

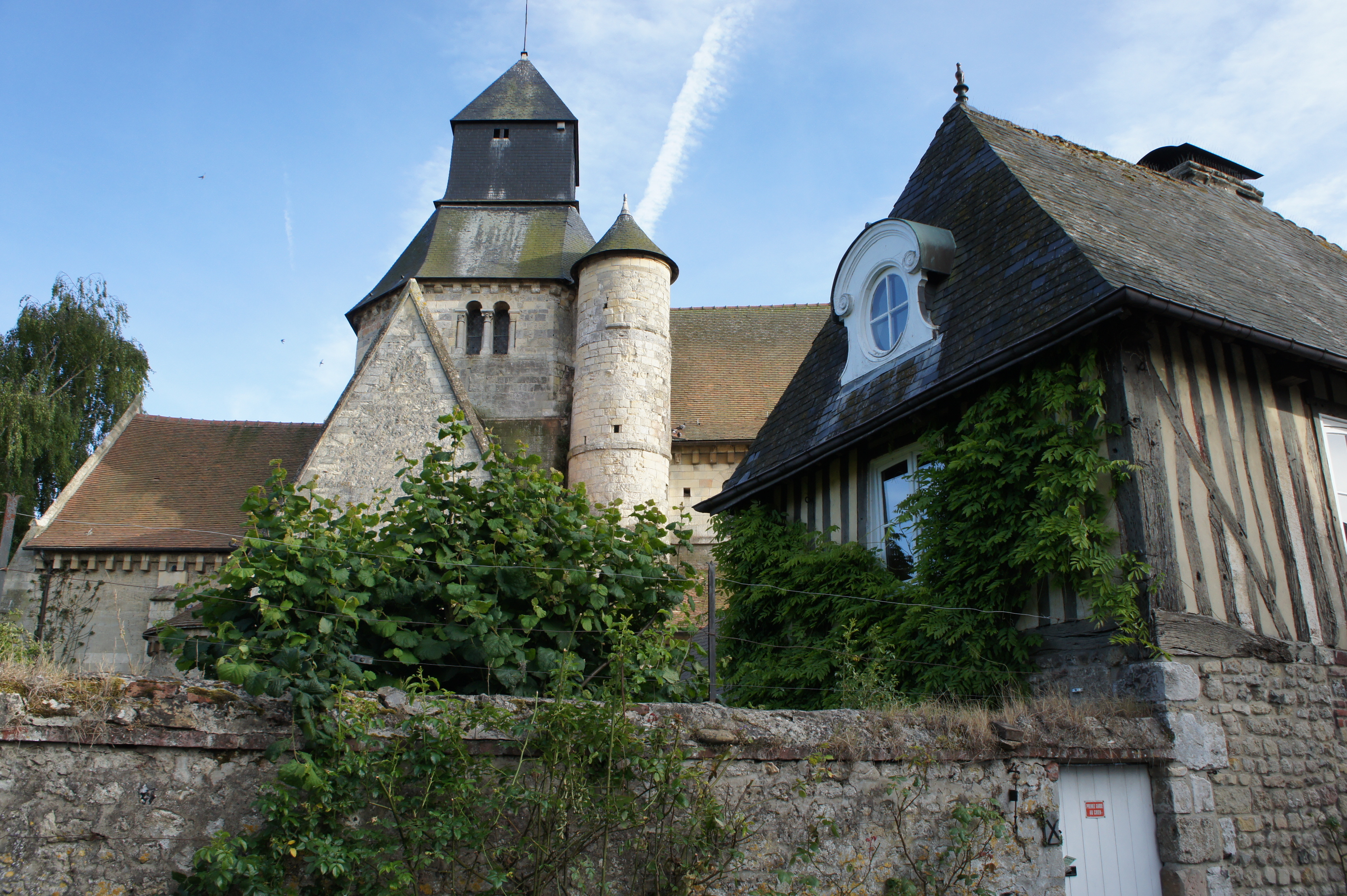
L'église Saint-Pierre et son presbytère.

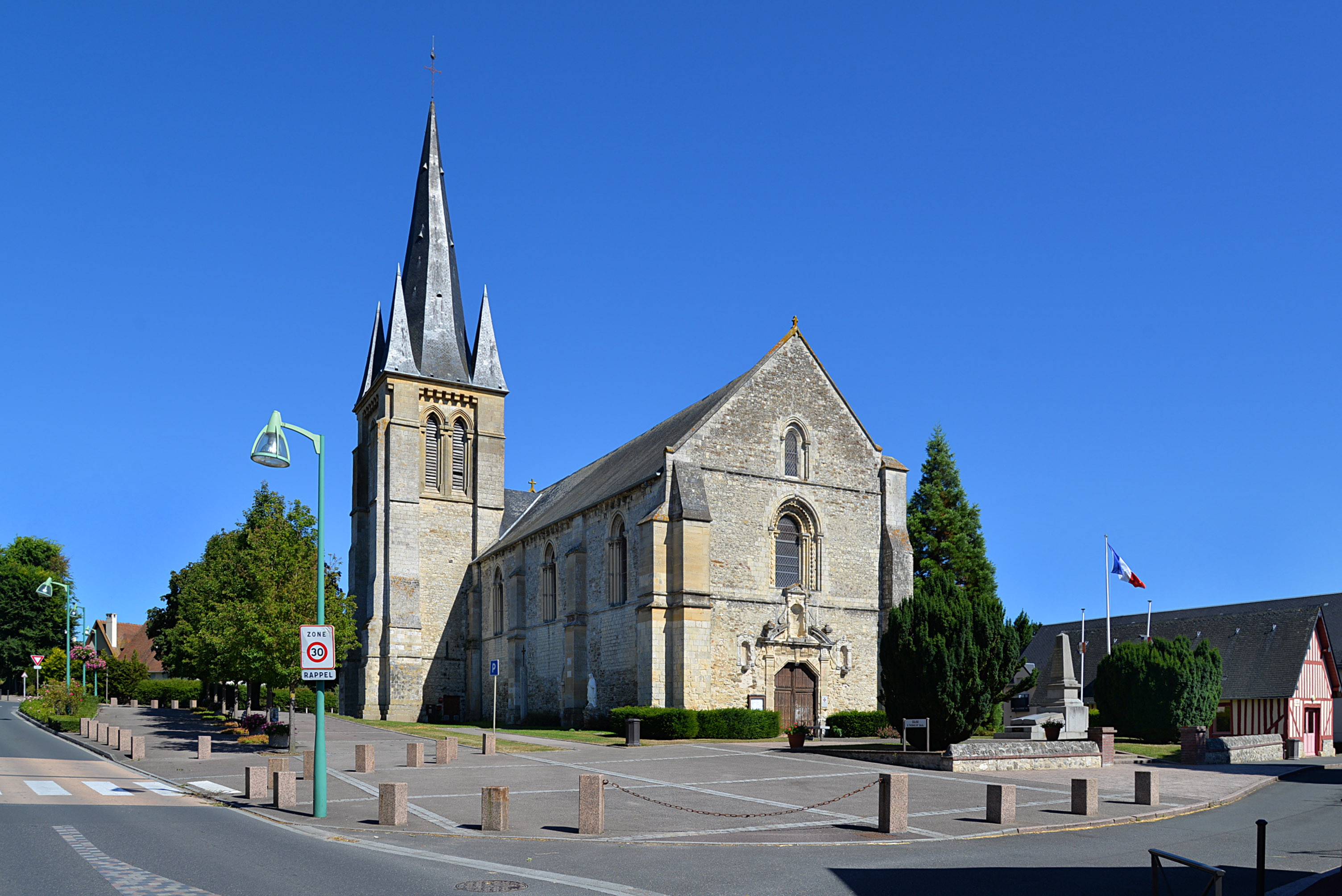
L'église Saint-Thomas.

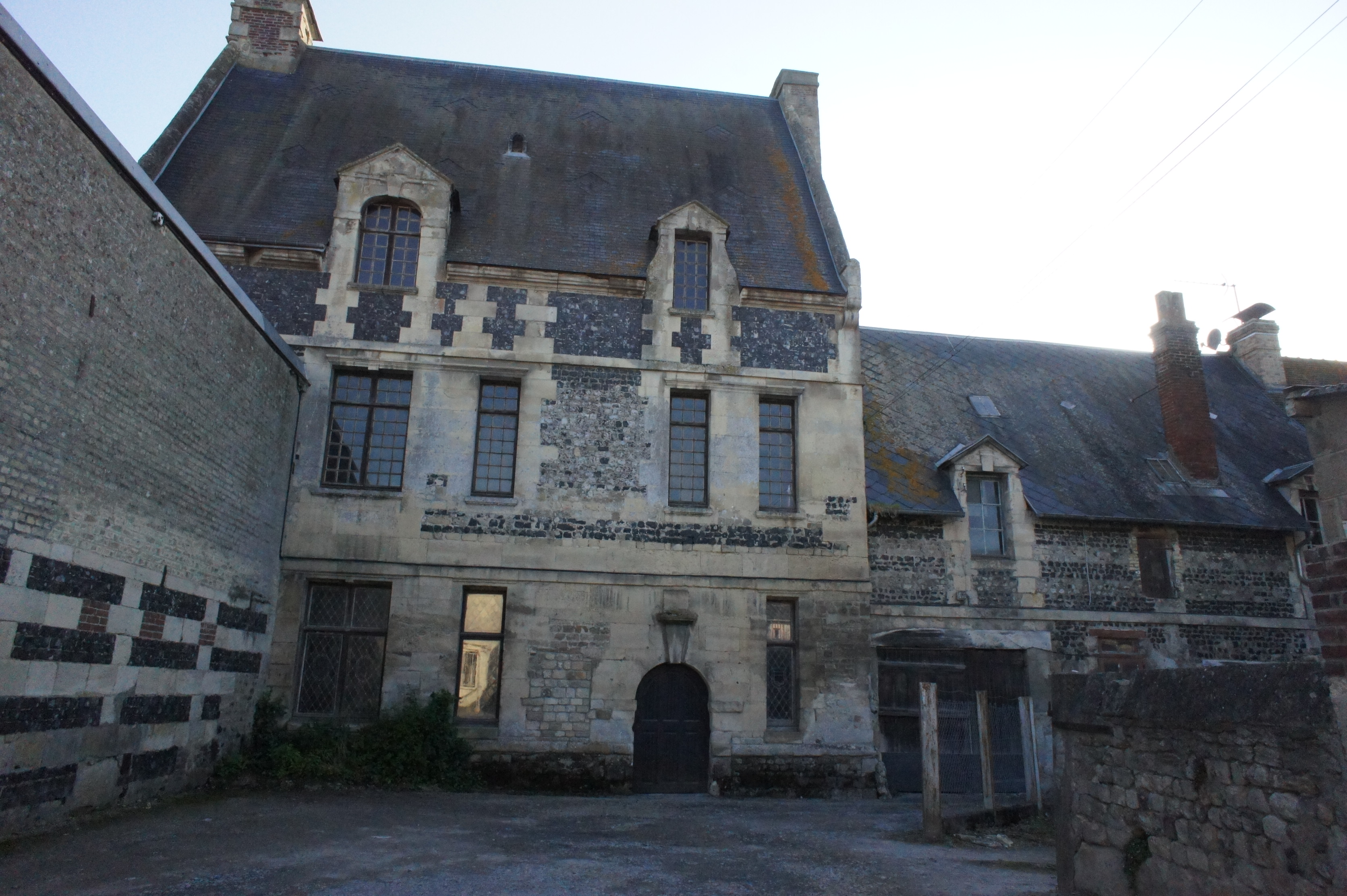
Le manoir du Grenier à sel en 2013.

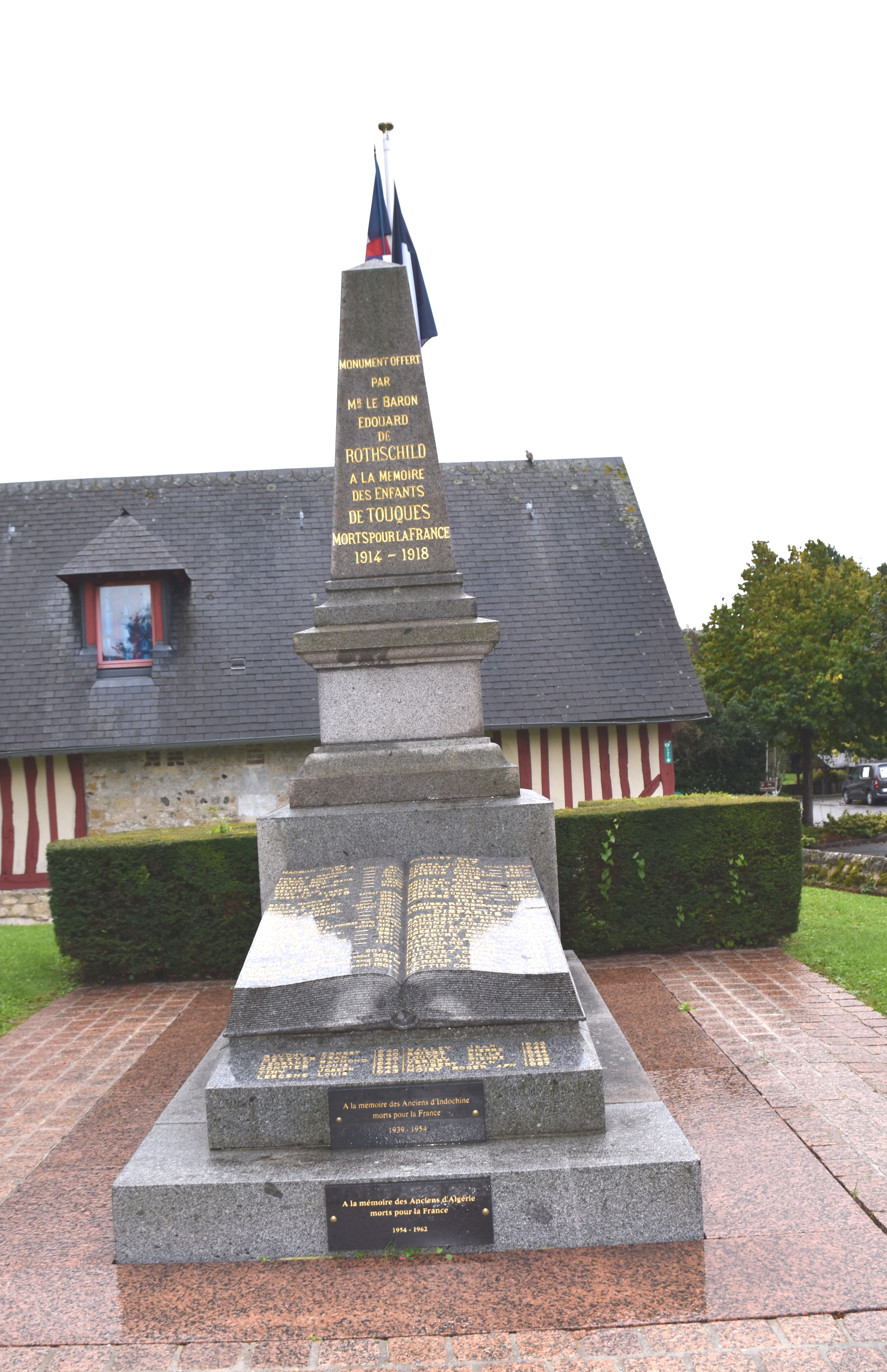
Le monument aux morts.

- Église Saint-Pierre (XIe siècle), classée en totalité au titre des Monuments historiques dès 1840[50] : considérée comme la plus belle église romane du pays d'Auge[réf. nécessaire], elle est mentionnée en 1026 dans un acte de Richard II. Désaffectée depuis la Révolution, l'église présente une nef romane réduite à deux travées au XVIIe siècle parfaitement significative de l'école romane de l'aurore du XIe siècle, une tour lanterne octogonale surmontant la croisée du transept et un chœur à chevet plat, flanqué de deux absidioles. Elle conserve des chapiteaux aux décors sculptés d'inspirations mystérieuses symboliques qui en font sa curiosité.
- Manoir du Grenier à sel (fin XVIe siècle), 47, rue Louvel-et-Brière : classé au titre des Monuments historiques en 1969 pour ses façades, sa toiture et sa grande cheminée de la salle du rez-de-chaussée[51]. Il existait cinquante-deux salines sur Touques au XIIIe siècle et il fut construit pour abriter l'administration de la gabelle sachant que Touques faisait partie des rares pays de quart bouillon. Cette taxe fut abolie à la Révolution et le manoir devint la première mairie. Aucun travaux n'y ont été faits depuis que la ville l'a racheté en 2001.
- Église Saint-Thomas (XIIe siècle), inscrite au titre des Monuments historiques en 1926, est la seule église ouverte au culte : nef romane, chœur flamboyant, portail Louis XIII. Si l'imposante tour clocher date du XIe La construction aurait reçu la visite de Thomas Becket. Une sculpture du XVIIIe siècle, Saint Joseph et l'Enfant Jésus, est classée à titre d'objet[52].
- Manoir du haras de Méautry (XVIe siècle), inscrit en partie au titre des monuments historiques[53] : portail monumental (inscrit en 1933), façades et toitures des bâtiments attenant au manoir (inscrites en 1948), jardin dessiné par Page Russel. Propriété privée.
- Deux autres manoirs, nos 46 et 50, rue Louvel-et-Brière, inscrits au titre des monuments historiques en 1967 et 1975[54],[55].
- Anciens quais bordant la Touques (disparus à la suite du détournement du fleuve) : emplacement symbolisé par des maquettes de bateaux stylisées.
- Ensemble typique de maisons à pans de bois ou en briques (dans le bourg).
- Halles : construites en 1996 en remplacement de celles détruites en 1910.
- Rives de la Touques.
- Ancienne église Saint-Just de Daubeuf (fin XIIe siècle). Il ne reste que le chœur transformé en chapelle. Désacralisée dans les années 1950, elle est actuellement une propriété privée qui ne se visite pas.
- Ruisseau des Ouïes, affluent de la Touques, traverse la commune d'est en ouest, séparait anciennement les paroisses Saint-Pierre et Saint-Thomas.
- Ruisseau de l'Épinay, affluent de la Touques.
- Ruisseau des Vallasses (anciennement de Fleurigny), affluent de la Touques.
- Manoir de l'Épinay (Renaissance et XVIIe siècle).
- Manoir de Fleurigny (XVIIIe siècle).
- Manoir du Mesnil-Saint-Germain (route de Honfleur, La Croix Sonnet).
- Pont Ox and Bucks : liaison avec Saint-Arnoult en enjambant la Touques, libéré par les Canadiens et les Anglais le 24 août 1944.

### Personnalités liées à la commune

#### Naissances
- Eliezer de Touques, célèbre tossafiste du XIIIe siècle.
- Simone Berriau (1896-1984]), comédienne.

#### Peintres
- Eugène Boudin (1824-1898), le peintre consacre de nombreuses toiles à Touques dont plusieurs portes de l'église Saint-Thomas de Touques Musée Malraux du Havre et « Le vieux port à marée basse » 1890.
- Claude Monet (1840-1926), le peintre immortalise la commune.

#### Autres
- Gustave Flaubert (1821-1880), écrivain : ses parents possèdent des terres dans la commune.
- Georges Sorel (1847-1922), le philosophe y passe toutes les vacances de son enfance.
- Louis Aragon (1897-1982), le poète séjourne régulièrement, de 1946 à sa mort, dans la propriété de Daniel Wallard aux Hautbois[56].
- Guy de Rothschild (1909-2007), propriétaire du haras de Meautry : il repose au cimetière sous un vaste carré de pelouse.
- Henri Troyat (1911-2007), écrivain, il situe plusieurs scènes de son roman Les Eygletière à Touques.
- Élisabeth II (1926-2022), reine du Royaume-Uni, séjourne plusieurs fois dans la commune, notamment en 1967.
- Ivan Cloulas (1932-2013), historien, réside dans la commune.
- Bertile Fournier (1935-2011), harpiste internationale, passe son enfance dans la commune.
- Florence Moncorgé-Gabin (1949), écrivain, cinéaste, résidente.

#### Décès
- Charles Le Boulanger (1880-1929), poète.
- Daniel Wallard (1913-1983), écrivain et photographe.
- Olivier Dassault (1951-2021), homme d'affaires.

### Héraldique
| Blason de Touques | Blason  | De gueules au drakkar d'or sur une mer d'argent, surmonté d'un léopard aussi d'or, au chef cousu d'azur chargé d'une tête de crosse accostée de deux fleurs de lys, le tout d'or. |
| Blason de Touques | Détails | * Ces armes emploient le terme « cousu » dans le seul but de contrevenir à la règle de contrariété des couleurs : elles sont fautives : le chef n'est pas le chef de France, et donc rend les armes fautives. * Le léopard d'or des armoiries de Touques rappelle les armoiries de la Normandie. Le statut officiel du blason reste à déterminer. |